# Citroën C4 Cactus
De Citroën C4 Cactus is een cross-over van de Franse automaker Citroën.

## Beschrijving

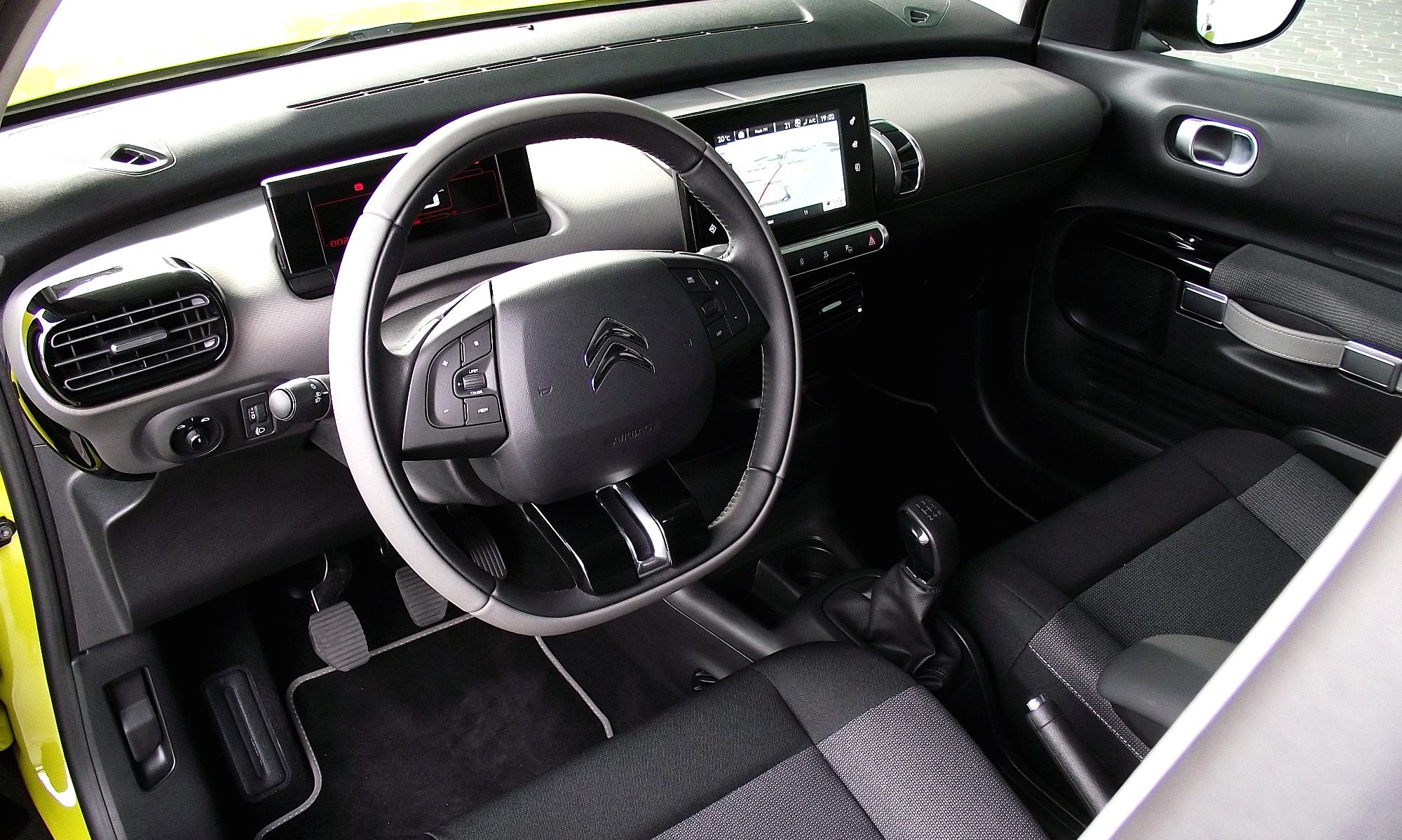
Interieur

De C4 Cactus is bedoeld als moderne interpretatie van de goedkope en creatieve modellen als de Citroën Visa. Wanneer je de platte bovenste rij ledlampen wegdenkt, valt in het vooraanzicht zelfs het 'varkensneusje' van de oer-Visa te ontdekken. Ook het interieur is duidelijk geïnspireerd op dat van de Visa. Het minimalistische en ruimtebesparende dashboardontwerp bestaat uit een eenvoudige 'boordplank' met een klein digitaal instrumentencluster recht voor de bestuurder en een centraal geplaatst 7 inch groot touchscreen voor de bediening van de meeste voertuigfuncties.
Verantwoordelijk voor het ontwerp is Mark Lloyd. Kenmerkend voor het design van de auto zijn de in contrasterende lakkleur gespoten 'Airbumps'. Deze 'Airbumps', luchtgevulde rubber kussentjes op de portieren, voor- en achterbumper, zijn bedoeld om onder andere parkeerschade tegen te gaan.
Het model is een vijfdeurs vijfzitter en meet 4,15 meter. Het benzinemotorenaanbod bestaat uit de VTi 82 (zonder turbo), e-THP 110 (met turbo) en de e-VTi 82. Bij de diesels bestaat het gamma uit de e-HDi 90 en de BlueHDi 100. Ondanks dat de naam C4 Cactus suggereert dat deze auto op de Citroën C4 gebaseerd is, deelt de C4 Cactus zijn techniek met de Citroën C3 en concerngenoot Peugeot 208.
De zittingen en de afstemming van het onderstel zijn comfortabel zacht.

## Facelift modeljaar 2018

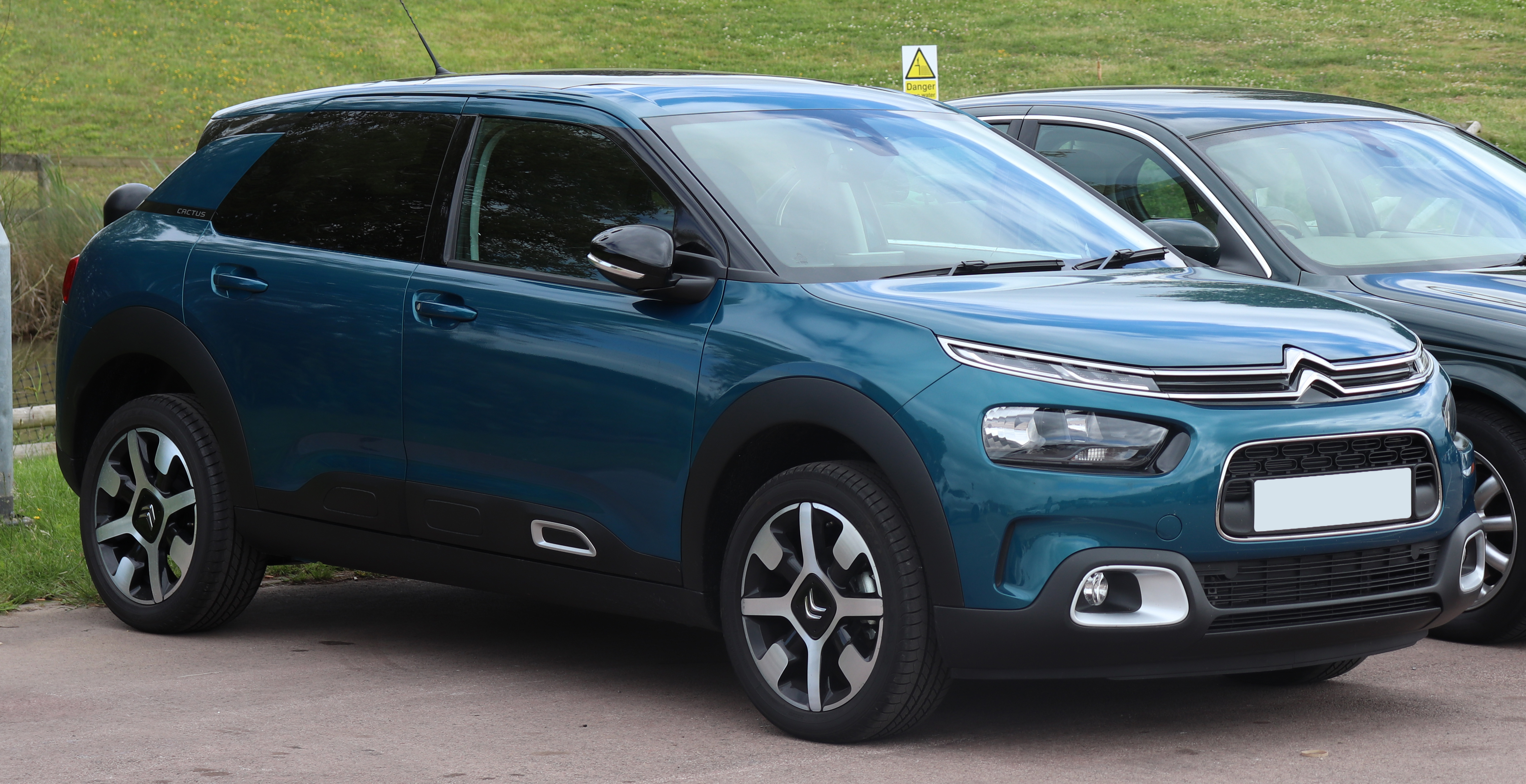
Citroën C4 Cactus facelift

Een ingrijpende facelift eind 2017 brengt een compleet nieuw ontworpen voor- en achterkant en kleinere 'airbumps'. Nieuwe veiligheidssystemen, infotainment met 'Mirror Screen'-functionaliteit en 'Advanced Comfort Seats' zijn onderdeel van de facelift en een belangrijke wijziging bij het faceliftmodel is het 'Progressive Hydraulic Cushion'-veersysteem met hydraulisch gedempte schokbrekeraanslagen die het veercomfort verder doen toenemen. Dit is standaard op alle uitvoeringen. Vanaf de facelift heeft de C4 Cactus altijd turbomotoren. Benzineversies zijn de PureTech 110 en 130, diesels de BlueHDI 100 en 120.

## Trivia
- De C4 Cactus werd in 2014 gepresenteerd op de geboortedag van André Citroën, 5 februari, te Parijs.
- De C4 Cactus is in de automaatversie voorzien van een voorbank in plaats van twee aparte stoelen bij de handgeschakelde versie(s).
- Het handschoenenkastje van de C4 Cactus is 8,5 liter groot en biedt voldoende ruimte om een fles van twee liter op te bergen.